# Annette Schavan
Annette Schavan (Jüchen, 10 giugno 1955) è una politica tedesca, che dal 22 novembre 2005 al 13 febbraio 2013 ricoperse la carica di Ministra dell'Istruzione e della ricerca nel governo guidato da Angela Merkel.

## Origine e studi
Cresciuta in una famiglia cattolica e conservatrice, Annette Schavan ha studiato Scienze dell’educazione, Filosofia e Teologia cattolica all'Università di Bonn e all'Università di Düsseldorf. Conseguì nel 1980 il Dottorato in Scienze dell'educazione all'Università di Düsseldorf con una tesi sul tema "Persona e coscienza" (titolo originale Person und Gewissen – Studien zu Voraussetzungen, Notwendigkeit und Erfordernissen heutiger Gewissensbildung) ed è stata docente di Teologia alla Freie Universität Berlin.

## Carriera politica
Dal 1975 al 1984 Schavan partecipò attivamente alla vita politica comunale di Neuss.
Dal 1996 fa parte del gruppo dirigente della CDU della regione Baden-Württemberg. Dal 1998 al 2012 fu vicepresidente nazionale del direttivo dello stesso partito. Nel 2004 venne inclusa nella rosa dei possibili candidati della CDU e dell'FDP alla carica di Presidente della Repubblica Federale Tedesca.

## Cariche ricoperte
Dal 1995 al 2005 Schavan fu Ministra per l'istruzione pubblica, la gioventù e lo sport della regione Baden-Württemberg. Durante il suo mandato venne approvata una riforma dell'insegnamento delle lingue nelle scuole elementari della regione.
Il 22 novembre 2005 venne nominata Ministra dell'Istruzione e della ricerca scientifica nel governo presieduto da Angela Merkel. Schavan mantenne questo incarico fino al 14 febbraio 2013, quando presentò le sue dimissioni in conseguenza della revoca del suo dottorato per plagio.
Dal 2014 è ambasciatrice di Germania presso la Santa Sede, incarico che riveste fino al 2018. Alla vigilia della nomina, questa decisione fu oggetto di critiche interne nel ministero federale degli affari esteri, siccome Schawan non aveva le condizioni per il servizio diplomatico superiore all'estero in quanto non munita di un master's degree o un titolo di studî equivalente, richiesto dalla legge sui funzionarî di stato.

## Revoca del dottorato e dimissioni
Nel maggio 2012 Schavan fu accusata di plagio per aver copiato interi brani della sua tesi di dottorato dal titolo "Persona e Coscienza" (94 di 325 pagine) senza citarne le fonti.
 Schavan invitò la commissione preposta dell'Università di Düsseldorf a verificare ogni accusa.

Il 22 gennaio 2013 il consiglio della facoltà di lettere e filosofia dell'Università deliberò l'apertura del processo di annullamento della tesi.
 Il 5 febbraio dello stesso anno il consiglio di facoltà constatò il plagio e annullò il titolo di dottore conseguito dalla Schavan nel 1980. Schavan, pur rigettando ogni accusa, presentò le sue dimissioni da ministra il 9 febbraio nelle mani di Angela Merkel, che le accettò. Nel 2014 ricevette il titolo di dottore honoris causa dall'università di Lubecca.

## Opere
- con Bernhard Welte (curatela): Person und Verantwortung. Zur Bedeutung und Begründung von Personalität. Düsseldorf 1980, ISBN 3-491-77381-4.
- Person und Gewissen. Studien zu Voraussetzungen, Notwendigkeit und Erfordernissen heutiger Gewissensbildung. Frankfurt am Main 1980, ISBN 3-88323-220-3. (Tesi di dottorato)
- Gott ist Licht. Aachen 1986, ISBN 3-920284-17-8.
- (curatela): Dialog statt Dialogverweigerung. Impulse für eine zukunftsfähige Kirche. Kevelaer 1994, ISBN 3-7666-9887-7.
- Schule der Zukunft. Bildungsperspektiven für das 21. Jahrhundert. Freiburg im Breisgau [u. a.] 1998, ISBN 3-451-04611-3.
- con Stefanie Aurelia Spendel (curatela): Der du die Zeit in Händen hältst. Reden über eine Zukunft mit Gott. München 2000, ISBN 3-7698-1217-4.
- Bildung. Wege zu Wissen, Urteilskraft und Selbständigkeit. Freiburg im Breisgau 2001, ISBN 3-7930-9293-3.
- (curatela): Schulen in Baden-Württemberg. Moderne und historische Bauten zwischen Rhein, Neckar und Bodensee. Stuttgart [u. a.] 2001, ISBN 3-89850-050-0.
- Bildung. Aktuelle Herausforderungen für Wirtschaft und Gesellschaft. IHK, Münster 2002, ISBN 3-936876-01-0.
- Der Geist weht, wo er will., Ostfildern 2002, ISBN 3-7966-1086-2.
- Welche Schule wollen wir? Freiburg im Breisgau [u. a.] 2002, ISBN 3-451-05308-X.
- (curatela): Bildung und Erziehung. Perspektiven auf die Lebenswelten von Kindern und Jugendlichen. Suhrkamp, Frankfurt am Main 2004, ISBN 3-518-12329-7.
- (curatela): Leben aus Gottes Kraft. Denkanstöße. Ostfildern 2004, ISBN 3-7966-1149-4.
- (curatela): Keine Wissenschaft für sich: Essays zur gesellschaftlichen Relevanz von Forschung. edition Körber-Stiftung, Hamburg 2008, ISBN 978-3-89684-124-7.
- Gott ist größer, als wir glauben. Visionen für Kirche und Welt. Leipzig 2010, ISBN 978-3-7462-2909-6.

## Discografia
- Preist ihn Seiner Welt Zuliebe: Gesänge der Synagogen – Ausgewählte Psalmen, Ebs Recording (Note 1 Musikvertrieb), 2006
- Sie folgten dem Stern – Annette Schavan liest weihnachtliche Texte umrahmt von festlicher Musik mit Siegfried Gmeiner an der Orgel, SCM Hänssler, September 2010